# Издательства Украины
В данном перечне указаны издательства Украины, специализирующиеся на выпуске художественной литературы, литературы для детей и переводных изданий. Также перечислены издательства периодической (газетно-журнальной), энциклопедической, справочной и словарной литературы.
| # А Б В Г Д Е Ё Ж З И К Л М Н О П Р С Т У Ф Х Ц Ч Ш Щ Э Ю Я |

## А
- «А-ба-ба-га-ла-ма-га» — украинское книжное издательство, специализирующееся на выпуске и переводе детской литературы на украинский, русский и английский языки. Основано в 1992 году.
- «Астролябия» — украинское книжное издательство. Расположено в г. Львов. Издаёт художественную литературу, поэзию, книги по философии, психологии, истории, религии, политическим наукам, праву, экономике, искусству, здоровью и персональному развитию. Основано в 2000 году.
- «Астропринт» — украинское книжное издательство, расположенное в городе Одесса. Издаёт любые издания в твердом и мягком переплете. Допечатная подготовка и печать книг с оформлением ISBN, УДК, ©. Работает с 1990 года.

## В
- «Веселка» — советское и украинское издательство. Расположено в Киеве. Специализируется на выпуске литературы для детей и переводных изданий. Основано в 1934 году.

## Г
- «Главная редакция Украинской советской энциклопедии» — советское украинское издательство, функционировало в городе Киеве. Основано (восстановлено) в 1957 году.

## З
- «Зелёный Пёс» — украинское издательство, Расположено в Киеве. Специализируется на современной художественной литературе и литературе для детей. Основано в 1999 году.

## К
- «Каменяр» — советское и украинское издательство. Полное название — государственное предприятие «Всеукраинское государственное многопрофильное издательство „Каменяр“». Осуществляет выпуск издательской продукции для массового читателя и научных изданий. Основано в 1939 году после присоединения территории Западной Украины к СССР, как Львовское областное газетное издательство.
- «Карпаты» — советское и всеукраинское государственное многопрофильное издательство. Находится в г. Ужгороде Закарпатская область. Ведущее издательство Закарпатья. Основано в 1945 году, как Закарпатское книжно-журнальное издательство, с 1951 — Закарпатское областное книжно-журнальное издательство, с 1964 года — республиканское издательство «Карпаты».
- «Клуб Семейного Досуга» сокращенно «КСД» — украинское издательство, выпускает художественную, прикладную и детскую литературу. Центральный офис находится в городе Харьков (Украина), филиал в городе Белгород (Россия). Является частью международного медиаконцерна BERTELSMANN. Основано в 2000 году.

## М
- «Маяк» — советское и всеукраинское государственное многопрофильное издательство. Расположено в г. Одессе. Основано в 1945 году.
- «Молодь» — советское и украинское издательство литературы для детей и юношества. Основано в 1923 году в Харькове как «Молодий робітник». С 1935 года перенесено в Киев.
- «Moyabook» — издательство без границ. Современный сервис с доступной печатью книг.

## Н
- «Наукова думка» — ныне «Научно-производственное предприятие Издательство „Наукова думка“ НАН Украины» — советское и украинское издательство научной литературы, расположенное в Киеве. Основано в 1922 году как «Наукова думка».
- «Наш Формат» —  украинское издательство, основанное в 2006 году, которое специализируется на нехудожественной литературе.
- Национальное газетно-журнальное издательство — советское и украинское государственное издательство, подчинённое Министерству культуры Украины. Основано в 1990 году как «Газетно-журнальное издательство Министерства культуры и туризма Украины».
- New Time Books — это первое (и пока) единственное в Украине издательство, специализирующееся на выпуске литературы для изучения иностранных языков – английского, немецкого, французского и польского. Основано в 2011 году в г. Харьков.

## О
- «Освита» — советское и украинское издательство, специализируется на выпуске учебной литературы. Выпускало учебники, учебные пособия, научно-популярную, художественную, а также справочную литературу. Основано в 1920 году как «Радянська школа» в Киеве. С 1991 года основным направлением стало создание и выпуск оригинальных национальных учебников. С 1995 года издательство «ОСВІТА» представляет Украину в Панъевропейском клубе издателей учебной литературы PEP-CLUB.

## П
- «Пегас» — украинское книжное издательство, специализируется на издании детской и подростковой литературы. Основано в 1996 году.

## С
- «Северянская Думка» — издательское общество, существовавшее в период 1917—1919 гг. Восстановлено в 1991 году. Основное направление: публикация научных и научно-популярных трудов, посвящённых историческому наследию Черниговщины (Северщины).
- «СофтПресс» — издательский дом на Украине. Основан в 1995 году.
- «СТАТУС» — запорожская компания, ориентированная на полноценное издание научных книг за счёт авторов малыми тиражами в мягком и твёрдом  переплётах.

## Т
- «Таврия» (полное название: «Государственное многопрофильное издательство „Таврия“») — советское, украинское и российское издательство, созданное в Симферополе. Основано в 1921 году как «Крымгосиздат».

## У
- «Украинская энциклопедия» (Всеукраинское государственное специализированное издательство «Украинская энциклопедия» имени М. П. Бажана) — советское и украинское издательство энциклопедической, справочной и словарной литературы. Основано в Киеве в 1989 году на базе издательства «Украинская Советская Энциклопедия» имени М. П. Бажана. Является преемником издательств «УСЭ» (1930—1934) и Главной редакции УСЭ (1957—1989)[1].